# Véron (Yonne)
Véron és un municipi francès, situat al departament del Yonne i a la regió de Borgonya - Franc Comtat. L'any 2007 tenia 1.942 habitants.

## Demografia

### Població
El 2007 la població de fet de Véron era de 1.942 persones. Hi havia 743 famílies, de les quals 146 eren unipersonals (58 homes vivint sols i 88 dones vivint soles), 263 parelles sense fills, 296 parelles amb fills i 38 famílies monoparentals amb fills.
La població ha evolucionat segons el següent gràfic:
Habitants censats

### Habitatges
El 2007 hi havia 875 habitatges, 757 eren l'habitatge principal de la família, 88 eren segones residències i 29 estaven desocupats. 834 eren cases i 38 eren apartaments. Dels 757 habitatges principals, 613 estaven ocupats pels seus propietaris, 134 estaven llogats i ocupats pels llogaters i 10 estaven cedits a títol gratuït; 1 tenia una cambra, 42 en tenien dues, 154 en tenien tres, 221 en tenien quatre i 339 en tenien cinc o més. 587 habitatges disposaven pel capbaix d'una plaça de pàrquing. A 316 habitatges hi havia un automòbil i a 392 n'hi havia dos o més.

### Piràmide de població
La piràmide de població per edats i sexe el 2009 era:
| Homes | Edats   | Dones |
| ----- | ------- | ----- |
| 0     | 95 o +  | 0     |
| 4     | 90 a 94 | 4     |
| 0     | 85 a 89 | 4     |
| 4     | 80 a 84 | 20    |
| 40    | 75 a 79 | 40    |
| 32    | 70 a 74 | 32    |
| 24    | 65 a 69 | 60    |
| 36    | 60 a 64 | 20    |
| 40    | 55 a 59 | 36    |
| 68    | 50 a 54 | 52    |
| 76    | 45 a 49 | 92    |
| 76    | 40 a 44 | 60    |
| 60    | 35 a 39 | 88    |
| 44    | 30 a 34 | 68    |
| 32    | 25 a 29 | 20    |
| 16    | 20 a 24 | 40    |
| 76    | 15 a 19 | 76    |
| 76    | 10 a 14 | 60    |
| 76    | 5 a 9   | 24    |
| 36    | 0 a 4   | 44    |

## Economia
El 2007 la població en edat de treballar era de 1.265 persones, 961 eren actives i 304 eren inactives. De les 961 persones actives 880 estaven ocupades (478 homes i 402 dones) i 81 estaven aturades (34 homes i 47 dones). De les 304 persones inactives 114 estaven jubilades, 99 estaven estudiant i 91 estaven classificades com a «altres inactius».

### Ingressos
El 2009 a Véron hi havia 772 unitats fiscals que integraven 1.955,5 persones, la mediana anual d'ingressos fiscals per persona era de 19.340 €.

### Activitats econòmiques
Dels 59 establiments que hi havia el 2007, 3 eren d'empreses alimentàries, 4 d'empreses de fabricació d'altres productes industrials, 11 d'empreses de construcció, 17 d'empreses de comerç i reparació d'automòbils, 2 d'empreses de transport, 2 d'empreses d'hostatgeria i restauració, 1 d'una empresa financera, 2 d'empreses immobiliàries, 7 d'empreses de serveis, 6 d'entitats de l'administració pública i 4 d'empreses classificades com a «altres activitats de serveis».
Dels 14 establiments de servei als particulars que hi havia el 2009, 1 era un taller de reparació d'automòbils i de material agrícola, 3 paletes, 2 guixaires pintors, 2 fusteries, 2 lampisteries, 1 electricista, 2 perruqueries i 1 agència immobiliària.
Dels 3 establiments comercials que hi havia el 2009, 1 era una gran superfície de material de bricolatge, 1 una botiga de menys de 120 m² i 1 una fleca.
L'any 2000 a Véron hi havia 15 explotacions agrícoles que ocupaven un total de 654 hectàrees.

## Equipaments sanitaris i escolars
L'únic equipament sanitari que hi havia el 2009 era una farmàcia.
El 2009 hi havia 1 escola maternal i 1 escola elemental.

## Poblacions més properes
El següent diagrama mostra les poblacions més properes.